# Носков, Анатолий Кузьмич
Анатолий Кузьмич Носков (24 июня 1915 — 5 января 1999) — советский военный деятель, контр-адмирал, участник Великой Отечественной войны.

## Биография
Анатолий Кузьмич Никитин родился 24 июня 1915 года в селе Голенищево (ныне — Юрьевецкий район Ивановской области). В 1933 году окончил Владимирский сельскохозяйственный техникум. В 1936 году был призван на службу в Военно-морской флот СССР. В 1937 году окончил Учебный отряд подводного плавания имени С. М. Кирова, в 1939 году — морское отделение Ленинградского военно-политического училища имени Ф. Энгельса. К началу Великой Отечественной войны занимал должность старшего инструктора по комсомолу отдела политпропаганды Военно-морской базы в Лиепае Балтийского флота.
В годы Великой Отечественной войны служил на военно-политических должностях в различных подразделениях Балтийского флота. С июля 1941 года был военным комиссаром минно-торпедного отдела Балтийского флота. Позднее последовательно занимал должности заместителя по политической части командира 2-го дивизиона торпедных катеров, начальника комсомольского отдела Политуправления флота, заместителем по политической части командира 11-го дивизиона тральщиков. Проводил большую работу по укреплению воинской дисциплины на кораблях, сколачиванию партийных и комсомольских организаций, мобилизации личного состава на выполнение поставленных задач. Лично участвовал в боевых операциях в период обороны Ленинграда, очистке вод Балтийского моря от мин, переходах на военно-морские базы. Находился на боевых кораблях во время боёв у острова Гогланд, в Нарвском заливе.
После окончания войны продолжал службу в Военно-морском флоте СССР, занимал ряд высоких военно-политических должностей в системе Военно-морских сил СССР. В 1947 году окончил Высшие военно-политические классы Военно-морских сил СССР, в 1950 году — военно-морской факультет Военно-политической академии имени В. И. Ленина. в 1958 году — военно-морской факультет Высшей военной академии имени К. Е. Ворошилова. В 1961—1962 годах являлся секретарём парткомиссии при Политуправлении Северного флота, в 1963—1967 годах — секретарём парткома тыла Военно-морского флота СССР. В феврале 1975 года был уволен в запас. Умер 5 января 1999 года, похоронен на Троекуровском кладбище Москвы.

## Награды
- 2 ордена Красного Знамени (15 июня 1945 года, 26 октября 1955 года);
- 2 ордена Отечественной войны 1-й степени (4 ноября 1944 года, 6 апреля 1985 года);
- Орден Отечественной войны 2-й степени (18 ноября 1943 года);
- 3 ордена Красной Звезды (27 декабря 1951 года, 22 февраля 1968 года, 16 июня 1972 года);
- Медали «За боевые заслуги» (5 ноября 1946 года), «За оборону Ленинграда» и другие медали;
- Почётный гражданин города Юрьев-Польского.